# میشل اوبراین
میشل اوبراین (انگلیسی: Michele O'Brien؛ زادهٔ ۲۸ ژوئن ۱۹۸۰) بازیکن فوتبال اهل ایالات متحده آمریکا است.
از باشگاه‌هایی که در آن بازی کرده‌است می‌توان به تیم فوتبال زنان آرسنال و کیوب ایکو اشاره کرد.
وی همچنین در تیم ملی فوتبال زنان جمهوری ایرلند بازی کرده‌است.